# PSMB9
PSMB9 (англ. Proteasome subunit beta 9) – білок, який кодується однойменним геном, розташованим у людей на короткому плечі 6-ї хромосоми. Довжина поліпептидного ланцюга білка становить 219 амінокислот, а молекулярна маса — 23 264.
| 10         |  | 20         |  | 30         |  | 40         |  | 50         |
| ---------- |  | ---------- |  | ---------- |  | ---------- |  | ---------- |
| MLRAGAPTGD |  | LPRAGEVHTG |  | TTIMAVEFDG |  | GVVMGSDSRV |  | SAGEAVVNRV |
| FDKLSPLHER |  | IYCALSGSAA |  | DAQAVADMAA |  | YQLELHGIEL |  | EEPPLVLAAA |
| NVVRNISYKY |  | REDLSAHLMV |  | AGWDQREGGQ |  | VYGTLGGMLT |  | RQPFAIGGSG |
| STFIYGYVDA |  | AYKPGMSPEE |  | CRRFTTDAIA |  | LAMSRDGSSG |  | GVIYLVTITA |
| AGVDHRVILG |  | NELPKFYDE  |  |            |  |            |  |            |

A: Аланін

C: Цистеїн

D: Аспарагінова кислота

E: Глутамінова кислота

F: Фенілаланін

G: Гліцин

H: Гістидин

I: Ізолейцин

K: Лізин

L: Лейцин

M: Метіонін

N: Аспарагін

P: Пролін

Q: Глутамін

R: Аргінін

S: Серин

T: Треонін

V: Валін

W: Триптофан

Кодований геном білок за функціями належить до гідролаз, протеаз, треонінових протеаз. 
Задіяний у таких біологічних процесах, як імунітет, взаємодія хазяїн-вірус, ацетилювання, альтернативний сплайсинг. 
Локалізований у цитоплазмі, ядрі.